# Chrysoclystis
Chrysoclystis là một chi bướm đêm thuộc họ Geometridae.

## Các loài
- Chrysoclystis morbosa Prout, 1926
- Chrysoclystis perornata Warren, 1896